# مايك هاجرتي
مايك هاجرتي (بالإنجليزية: Mike Hagerty) مواليد 10 مايو 1954 في شيكاغو، هو ممثل أمريكي بدأ مسيرته الفنية سنة 1983. درس في جامعة إلينوي في شيكاغو.

## الأعمال
- بروكلين ناين-ناين
- أنتوراج
- ربات بيوت يائسات
- إي آر
- اكبح حماسك
- فريندز
- المفتش غاجيت
- أوستن باورز: الجاسوس الذي غيرني
- آلي مكبيل
- سرعة 2: تحكم أوتوماتيكي للسرعة
- ذا درو كاري شو
- ساينفيلد
- ستار تريك: الجيل التالي
- ميرفي براون
- الحرارة الحمراء
- روابط عائلية
- شيرز

## روابط خارجية
- مايك هاجرتي على موقع IMDb (الإنجليزية)
- مايك هاجرتي على موقع ألو سيني (الفرنسية)
- مايك هاجرتي على موقع قاعدة بيانات الأفلام السويدية (السويدية)
- مايك هاجرتي على موقع قاعدة بيانات الفيلم (الإنجليزية)
- مايك هاجرتي على موقع ليتربوكسد (الإنجليزية)
- مايك هاجرتي على موقع كينوبويسك (الروسية)